# Дасти Роудс
Вёрджил Ра́йли Ра́ннелс-младший (англ. Virgil Riley Runnels, Jr., 11 октября 1945 или 12 октября 1945, Остин — 11 июня 2015, Орландо, США) — американский рестлер, сценарист и тренер в рестлинге, более известный под именем «Американская мечта» Да́сти Ро́удс (англ. "The American Dream" Dusty Rhodes). Известен выступлениями в National Wrestling Alliance, Jim Crockett Promotions, World Championship Wrestling и World Wrestling Federation, позже известной как WWE. Роудс считается одним из величайших рестлеров и ораторов в истории рестлинга.
Роудс был трехкратным чемпионом мира NWA в тяжёлом весе, а во время работы в Jim Crockett Promotions, позже известной как WCW, он был чемпионом Соединённых Штатов в тяжелом весе, а также многократным телевизионным чемпионом мира и командным чемпионом мира. Он также выиграл множество региональных титулов и является одним из семи человек, включенных в Залы славы WWE, WCW, рестлинга и Wrestling Observer Newsletter. Его сыновья, Дастин и Коди, продолжили карьеру в рестлинге и в настоящее время выступают в AEW и WWE соответственно.
После завершения карьеры рестлера работал в качестве закулисного сценариста и продюсера WWE NXT. Представляемый «сыном водопроводчика», у Роудса не было типичного телосложения для рестлера. Его персонаж был олицетворением «Обыкновенного человека». Глава WWE Винс Макмэн заметил, что ни один рестлер «не олицетворяет суть слова „харизма“, как Дасти Роудс».

## Карьера в рестлинге

### Ранняя карьера (1967—1974)
После окончания средней школы в Остине Раннелс играл в бейсбол в университете штата Западный Техас (ныне известный как Техасский университет в Остине). Став профессионалом, Роудс пробовался в команду Американской футбольной лиги «Бостон Пэтриотс», но был отчислен. Затем он играл за команду «Хартфорд Чартер Оукс» в Континентальной футбольной лиге, пока команда не распалась.
В 1967 году Раннелс увидел в газете рекламу рестлинг-промоушена Тони Сантоса Big Time Wrestling, базировавшегося в Бостоне. Раннелс поехал в Бостон и, несмотря на отсутствие опыта в рестлинге, блефовал, чтобы получить работу в компании, используя свои дружеские отношения с Бобби Данкумом и братьями Фанк. В качестве Дасти Раннелса, один из его первых матчей был за титул чемпиона мира BTW в тяжёлом весе против чемпиона Фрэнка Скарпы на арене Бостона. Не имея денег, Раннелс спал в своей машине и провел День благодарения с Руфусом Р. Джонсом в столовой.
В 1968 году Раннелс перешёл в техасскую организацию Фрица фон Эриха World Class Championship Wrestling, которая в то время также называлась Big Time Wrestling. Именно в Техасе Раннелс впервые взял себе имя «Дасти Роудс». Познакомившись с Роудсом, Гэри Харт предложил ему сменить имя на Одиночка Роудс, персонаж Энди Гриффита, которого он изобразил в фильме «Лицо в толпе». Роудс отказался. Харту сразу же понравился Роудс, и он убедил фон Эриха в потенциале молодого рестлера. С Хартом в качестве менеджера Роудс стал хилом, объединившись с Доном Жардином, более известным как Спойлер.
Позже в 1968 году Роудс покинул Техас и перебрался на территорию Канзас-Сити, объединившись с техасцем Диком Мердоком в команду «Техасские изгои». Команда путешествовала по стране и за рубежом, выступая в Big Time Wrestling (Техас), NWA Western States Sports (Техас), NWA Detroit, National Wrestling Federation (NWF), Championship Wrestling from Florida, World Championship Wrestling (Австралия), Tri-State Wrestling, American Wrestling Association (AWA) и International Wrestling Enterprise (Япония).

### National Wrestling Alliance (1974—1984)
У Роудса не было типичного для рестлеров телосложения, но он был хорошо известен своей персоной, харизмой и в интервью. В 1974 году персонаж Роудса стал героем после того, как партнёр по команде Пак Сонг и менеджер Гэри Харт ополчились на него во время матча во Флориде против Эдди и Майка Грэма. Это привело к тому, что он стал выступать как сольный рестлер, в основном во Флориде, называя себя «Американской мечтой», героем рабочего класса, и объединившись с Эдди Грэмом.
В 1977 году Роудс стал выступать за World Wide Wrestling Federation (WWWF) Винса Макмэна-старшего в течение длительных периодов времени до 1983 года. За это время Роудс дважды выступал в «Мэдисон-cквер-гарден», оба раза в поединке за звание чемпиона WWWF в тяжелом весе против действующего чемпиона Суперзвезды Билли Грэма. В первом матче, состоявшемся 26 сентября, Роудс победил путем отсчета, а 24 октября, в матче «Техасская смерть» проиграл.

### Jim Crockett Promotions (1985—1989)
В конце концов он начал работать в качестве букера и рестлера в Jim Crockett Promotions (JCP) в Среднеатлантическом регионе, которая в итоге была приобретена World Championship Wrestling (WCW), бывшей Georgia Championship Wrestling. Роудс также объединился с Магнумом Ти. Эй. в «Команду Америки», которая противостояла «Четырем всадникам» и «Русской команде» в 1985 году. Они были одной из самых доминирующих команд в промоушене до 1986 года, когда карьера Магнума закончилась в автокатастрофе. Впоследствии он объединился с Никитой Колоффом в команду «Супер силы». Роудс также был двукратным командным чемпионом мира в «Дорожными воинами».
Роудс враждовал с Абдуллой Мясником, Паком Сонгом, Терри Фанком, Кевином Салливаном, Блэкджеком Маллиганом, Никитой Колоффом, Харли Рейсом, Суперзвездой Билли Грэмом и, что особенно примечательно, с «Четырьмя всадниками» (особенно с Риком Флэром и Талли Бланшаром). Роудс, Флэр и Рейс много раз дрались друг с другом за титул чемпиона мира NWA в тяжелом весе. Роудс трижды выигрывал этот титул, дважды победив Рейсом и один раз победив Флэра. В октябре 1985 года, во время вражды с Флэром, Роудс дал интервью, которое стало известно как его «Тяжелые времена», возможно, самое популярное его промо:
Во-первых, я хотел бы поблагодарить многих, многих фанатов по всей стране, которые писали открытки и письма Дасти Роудсу, «Американской мечте», пока я был не у дел. Во-вторых, я хочу поблагодарить Jim Crockett Promotions за то, что подождали и нашли время, потому что я знаю, насколько важно шоу Starrcade '85 для фанатов реслинга, для Jim Crockett Promotions и для Дасти Роудса, «Американской мечты». Этим ожиданием я получил то, что хотел:  Рика Флэра — чемпиона мира в тяжелом весе. Мне не нужно много говорить о том, как я отношусь к Рику Флэру: ни уважения, ни чести. Среди воров вообще нет чести.
Он устроил тяжелые времена для Дасти Роудса и его семьи. Ты не знаешь, что такое тяжелые времена, папочка. Тяжелые времена — это когда текстильщики по всей стране сидят без работы, у них четверо или пятеро детей, и они не могут платить долги, не могут купить себе еду. Тяжелые времена — это когда рабочие-автомобилисты сидят без работы, и им говорят, чтобы они шли домой. Тяжелые времена — это когда человек проработал на работе тридцать лет, тридцать лет, а ему дают часы, пинают под зад и говорят: «Отец, твое место занял компьютер», — это тяжелые времена! Это тяжелые времена! И Рик Флэр, ты устроил тяжелые времена этой стране, убрав Дасти Роудса, это тяжелые времена. И мы все вместе пережили тяжелые времена, и я признаю, что выгляжу не так, как должен выглядеть спортсмен в это время. Мой живот немного великоват, моя задница немного великовата, но, брат, я крут. И они знают, что я крутой.
Было два крутых человека... Один — Джон Уэйн, и он умер, брат, а другой — перед вами. «Дитя природы» Рик Флэр, титул чемпиона мира в тяжелом весе принадлежит этим людям. Я протягиваю руку прямо сейчас, я хочу, чтобы вы дома знали, что моя рука касается вашей руки, чтобы собрать самое большое количество людей в этой стране, в этой вселенной, во всем мире сейчас; протягиваю руку, потому что любовь, которая была дана мне, вернётся вам. Потому что я стану следующим чемпионом мира в тяжелом весе этого жесткого времени. Тур Дасти Роудса, 85-й год.

И Рик Флэр, «Дитя природы»... Позвольте мне закончить. Один из способов навредить Рику Флэру — забрать то, чем он дорожит больше всего на свете, а это титул чемпиона мира в тяжелом весе. Я возьму его, я делал это дважды. На этот раз, я возьму его, отец, я возьму его для тебя. Давайте соберемся для этого. Не подведи меня, потому что я вернулся ради тебя, ради этого человека наверху, который умер 10-12 лет назад и так и не смог увидеть настоящего чемпиона мира. И я горжусь тобой, слава Богу, что ты у меня есть, и я люблю тебя. Люблю вас!
Это промо, очевидно, настолько понравилось фанатам рестлинга, что люди приходили на арены в слезах, чтобы поблагодарить за уважение к их тяжелой судьбе. В 2015 году в статье ESPN «Тяжелые времена» назвали лучшим интервью Роудса, написав: «Чуть более чем за три минуты Роудс полностью раскрыл все свое обаяние, показав себя „синим воротничком“ средней Америки».
Во время его пребывания на посту букера, JCP были вовлечены в агрессивную конкуренцию с World Wrestling Federation (WWF). Когда WWF представила Майка Джонса в качестве телохранителя Теда Дибиаси, Бобби Хинан предложил назвать персонажа Вёрджилом в качестве внутренней шутки над настоящим именем Дасти. Также в конце 1980-х годов Роудс стал синонимом того, что стало известно как «Дасти-финиш», концовка матча, в которой рестлер выигрывал матч, в то время как рефери был в нокауте, и решение отменялось.
Роудса часто считают одним из самых инновационных и креативных букеров в истории рестлинга. Как уже упоминалось ранее, его работа по созданию «супершоу» и матчей с условиями во многом способствовала повышению качества развлечений и движению индустрии вперед, о чём свидетельствуют и другие крупные промоушены, последовавшие за этой практикой. В то же время, в JCP придерживались философии «старой школы», что не сулило ничего хорошего для инноваций Роуса. Давние сюжетные линии и частое использование вышеупомянутого «Дасти-финиша» хорошо работали во времена территориальной NWA, теперь стали вызывать недовольство многих фанатов.
Роудс был уволен после Starrcade '88 из-за запрещенного кровопускания на экране во время стычки с "Дорожными воинами 26 ноября. Разъяренный вмешательством в матч, Роудс организовал сюжет, в котором Дорожный воин Зверь вытащил шип из своего наплечника и воткнул его в глаз Роудса, вызвав серьёзную рваную рану. После этого Роудс был уволен из WCW. После этого Роудс вернулся во Флориду, чтобы участвовать в Championship Wrestling from Florida (CWF), где он завоевал титул чемпиона PWF в тяжелом весе, а также вернулся в AWA для нескольких выступлений.

### World Wrestling Federation (1989—1991)
В середине 1989 года Роудс вернулся в WWF под именем Дасти Роудса, «Простого человека» в костюме в горошек. Некоторые считали, что этот образ был призван унизить его из-за принадлежности к конкурирующей компании JCP/WCW. Роудс был представлен зрителям WWF через серию виньеток, в которых он с азартом и энтузиазмом исполнял роли представителей рабочего класса (в том числе сантехника, ученика мясника, заправщика и разносчика пиццы), в итоге в конце сценки его узнавали окружающие («Эй! А ты не…?»). Его первая вражда в федерации была с Биг Босс Мэном. Его менеджером была Сапфир, которая должна была представлять «Простую женщину». В начале своей карьеры в WWF Роудс был втянут в ожесточенную борьбу с Рэнди Сэвиджем и его менеджером Сенсационной Шерри, которая в свою очередь нашла себе соперницу в лице Сапфир. После конфронтации между этими парами бывшая менеджер Саваджа Мисс Элизабет вступила в союз с Роудсом и Сапфир и помогла им выиграть матч смешанных команд на WrestleMania VI. Однако Сапфир бросила Роудса во время SummerSlam ради денег «Человека на миллион долларов». После этого Роудс перестал носить горошек и враждовал с Дибиаси и Вёрджилом, что привело к дебюту его сына Дастина на шоу Royal Rumble 1991 года. Вскоре после этого оба покинули WWF, и это стало концом полноценной карьеры Роудса в качестве рестлера.

### Возвращение в WCW и Extreme Championship Wrestling (1991—2001)
Роудс вернулся в WCW в 1991 году в качестве члена комитета по букингу, совершив свое первое появление всего через 11 дней после своего последнего выступления в WWF на Royal Rumble. Разногласия между Роудсом и Риком Флэром привели к уходу последнего в WWF вместе с чемпионским поясом. Роудс также служил экранным менеджером Рона Симмонса с 1991 по 1992 год и был в углу Симмонса 2 августа 1992 года, когда тот победил Биг Ван Вейдера и выиграл чемпионат мира WCW в тяжелом весе. Позже он присоединился к команде комментаторов, обычно работая с Тони Шавони на шоу Saturday Night. Он работал в паре со Шавони и Бобби Хинаном на pay-per-view.
Роудс изначально был на стороне WCW, когда в 1996 году началась его борьба с «Новым мировым порядком» (nWo). На Souled Out 1998 Ларри Збышко попросил Роудса сопровождать его на ринг для матча со Скоттом Холлом. Збышко выиграл матч по дисквалификации из-за вмешательства Луи Спиколли. Роудс вышел на ринг, нанося свои фирменные удары локтями Спиколли, в то время как Збышко стоял и держал Холла. Роудс попытался ударить локтем Холла, но, похоже, нечаянно ударил Збышко, превратившись при этом в хила. Затем Холл указал на Роудса, показав ему футболку nWo. Трое начали наносить Збышко повторные удары локтями. Будучи членом nWo, Роудс был менеджером «Аутсайдеров», Холла и Кевина Нэша. Это продолжалось до эпизода Monday Nitro от 30 ноября 1998 года, когда Роудс, который был приглашенным судьей на матч между Барри Уиндэмом и Дином Маленко, вернулся на сторону в WCW, дисквалифицировав Уиндэма и отдав матч Маленко. После этого Эрик Бишофф уволил Роудса.
В 2000 году он покинул WCW и перешёл в Extreme Championship Wrestling (ECW), где одержал победу над бывшим чемпионом мира ECW, «Королем старой школы» Стивом Корино. Роудс ещё раз вернулся в WCW, возобновив вражду с Риком Флэром.

#### Turnbuckle Championship Wrestling и другие промоушны (2000—2003)
После того, как WCW и ECW были куплены WWE (WWF), Роудс стал выступать в собственном промоушене Turnbuckle Championship Wrestling с бывшими рестлерами WCW и ECW в Джорджии, Флориде и Теннесси. В это время он враждовал с Терри Фанком и Стивом Корино.

### Total Nonstop Action Wrestling (2003—2005)
Роудс начал выступать в Total Nonstop Action Wrestling (TNA) в 2003 году, вернувшись на ринг для вражды с группировкой Sports Entertainment Xtreme. 15 января Роудс, «Дорожные воины» и Джефф Джарретт проиграли Винсу Руссо и «Трипл Экс».

## Личная жизнь
Раннелс был женат на Сандре с 1965 по 1975 год. В 1978 году он женился на Мишель Рубио, пара прожила в браке 37 лет до его смерти в 2015 году. У него было четверо детей: Дастин, Кристин, Тейл и Коди.

## Болезнь и смерть
В поздние годы у Дасти Роудса развилась почечная недостаточность.
10 июня 2015 года скорая помощь получила вызов в дом Роудса в Орландо, Флорида, в котором сообщалось, что он упал. Его отвезли в ближайшую больницу, где он умер на следующий день. Причиной смерти стали осложнения болезни.

## Наследие
Роудса называли одним из лучших рестлеров в истории, отмечая его харизму и умение давать интервью. Его речь «Сложные времена» было названо одним из лучших интервью в рестлинге. По словам Джима Корнетта, его чемпионство мира NWA были недолгими, поскольку он не был тем, кого NWA искала в чемпионе, но невыигрыш титула повредил бы его авторитету.
Поскольку Роудс работал закулисным продюсером в WCW, он помог нескольким рестлерам в их карьере. Даймонд Даллас Пейдж и Мисси Хайатт высоко оценили влияние Роудса на их карьеру. В последние годы своей карьеры он стал тренером в NXT, где несколько рестлеров, таких как Кевин Оуэнс, Бекки Линч, и команда FTR, высоко оценили его уроки.
В августе 2015 года в NXT появился турнир Dusty Rhodes Tag Team Classic — командный турнир в честь Роудса. С тех пор турнир проводится ежегодно, а в 2021 году добавилась женская версия. В зале для интервью в WWE Performance Center, где Роудс проводил занятия по промо, на оборудовании висит кукла Роудса, символизирующая, что он все ещё находится там, наблюдая за учениками.